# Stenochironomus sibaefeus
Stenochironomus sibaefeus är en tvåvingeart som beskrevs av Sasa, Sumita och Suzuki 1999. Stenochironomus sibaefeus ingår i släktet Stenochironomus och familjen fjädermyggor. Inga underarter finns listade i Catalogue of Life.